# カール・ハウスホーファー
カール・エルンスト・ハウスホーファー（Karl Ernst Haushofer、1869年8月27日 - 1946年3月13日）は、ドイツの陸軍軍人、地理学者、地政学者。ミュンヘン大学教授。最終階級は陸軍少将。旧バイエルン王国出身。ランドパワー（陸上権力）を重視するドイツ地政学の祖。日本との関係が深い人物である。

## 経歴

### 軍歴
1869年8月27日、バイエルン王国の首都ミュンヘンにて出生。1887年、人文主義ギムナジウムを卒業した後、1年間の志願兵としてドイツ帝国のバイエルン陸軍第一野砲連隊「Prinzregent Luitpold」（「摂政王子ルイトポルト」）に入営する。
1896年、父の代でユダヤ教からカトリックに改宗したタバコ製造業者の娘であるマルタ・マイアー＝ドースと結婚する。二人の息子、アルブレヒトとハインツをもうけた。
1888年、バイエルン王国陸軍第一野砲兵連隊の士官候補生となる。1898年に高級士官の登竜門であるバイエルン陸軍大学校を修了し、1899年から2年間、参謀本部へ異動。1901年、陸軍大尉として原隊に復帰し、3年間砲兵中隊長を務める。
1904年より参謀本部中央事務局に異動。さらに陸軍大学校への辞令を受け戦史（軍事史）教官となるが、1907年の学期半ばでプファルツ地方ランダウのバイエルン第3師団の参謀に異動させられる。これを懲罰的措置とみなしたハウスホーファーは、陸軍軍人としての栄達を諦め、地理的研究のキャリアを志向し始める。
1908年（明治41年）から1910年（明治43年）まで、駐日ドイツ大使館付武官として勤務。帰国後まもなく重い肺病を患い、3年間の休職を命じられた。その間、1911年から1913年に博士論文「大日本　大日本の軍事力、世界的地位、そして将来についての考察」（Dai Nihon: Betrachtungen über Gross-Japans Wehrkraft, Weltstellung und Zukunft）をまとめ、哲学博士（Doktor der Philosophie）の学位を取得。
40代に入っても陸軍少佐にとどまっていたが、第一次世界大戦で西部戦線に従軍して急速に昇進し、砲兵連隊長などを務めて名誉陸軍少将の階級を受ける。

### ドイツ地政学の祖・ヒトラーとの出会い

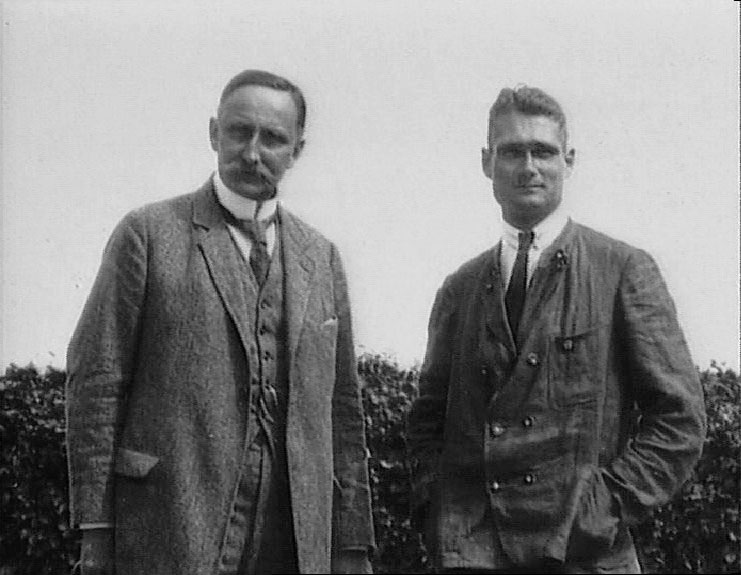
1920年頃のハウスホーファーとヘス。

第一次世界大戦後はミュンヘン大学にて大学教授資格（ハビリタチオン）を取得し、1921年に同大学の地理学教授となる。ハウスホーファーは、自然地理的環境と政治との相互関連を強調し、スウェーデンのルドルフ・チェーレンが提唱した地政学を継承して大成させた。
1919年にハウスホーファーは教え子としてルドルフ・ヘスと知り合い、1921年にはアドルフ・ヒトラーと出会った。1923年のミュンヘン一揆の際には逃亡するヘスを一時匿い、ランツベルク刑務所に収監されていたヒトラーと面会した。ヒトラーはハウスホーファーの生存圏（レーベンスラウム）の理論に興味を覚え、「生存圏を有しない民族であるドイツ人は、生存するために軍事的な拡張政策を進めねばならない」として、ナチス党の政策に取り入れた。しかしハウスホーファーは「（ヒトラーが）それら（地政学）の概念を理解していないし、理解するための正しい展望も持ち合わせていないという印象を受けたし、そう確信した」と見てとり、フリードリヒ・ラッツェルなどの地政学基礎の講義をしようとしたが、ヒトラーは拒絶した。ハウスホーファーはこれをヒトラーが「正規の教育を受けた者に対して、半独学者特有の不信感を抱いている」ことによるものであるとみていた。

### ナチス政権下
日本側では先に、元駐日オランダ領事で和蘭太平洋協会会長のE.D. フォン・ワルリーや、太平洋問題調査会が、南洋開発について調査研究を進めていた。
ナチス党が政権に就いた1933年にはミュンヘン大学の正教授に就任した。1934年から1937年までドイツ学士院総裁を務め、この間、当時駐独大使館付武官で後に駐独大使となる大島浩とも接触して日独友好に関与した。
妻がユダヤ系であったこともあって、1938年頃にはハウスホーファー本人はナチズムに幻滅するようになっていたといわれ、1939年には親衛隊のドイツ民族対策本部（ドイツ国籍を持たない在外ドイツ人との連携機関）に籍を置いた。

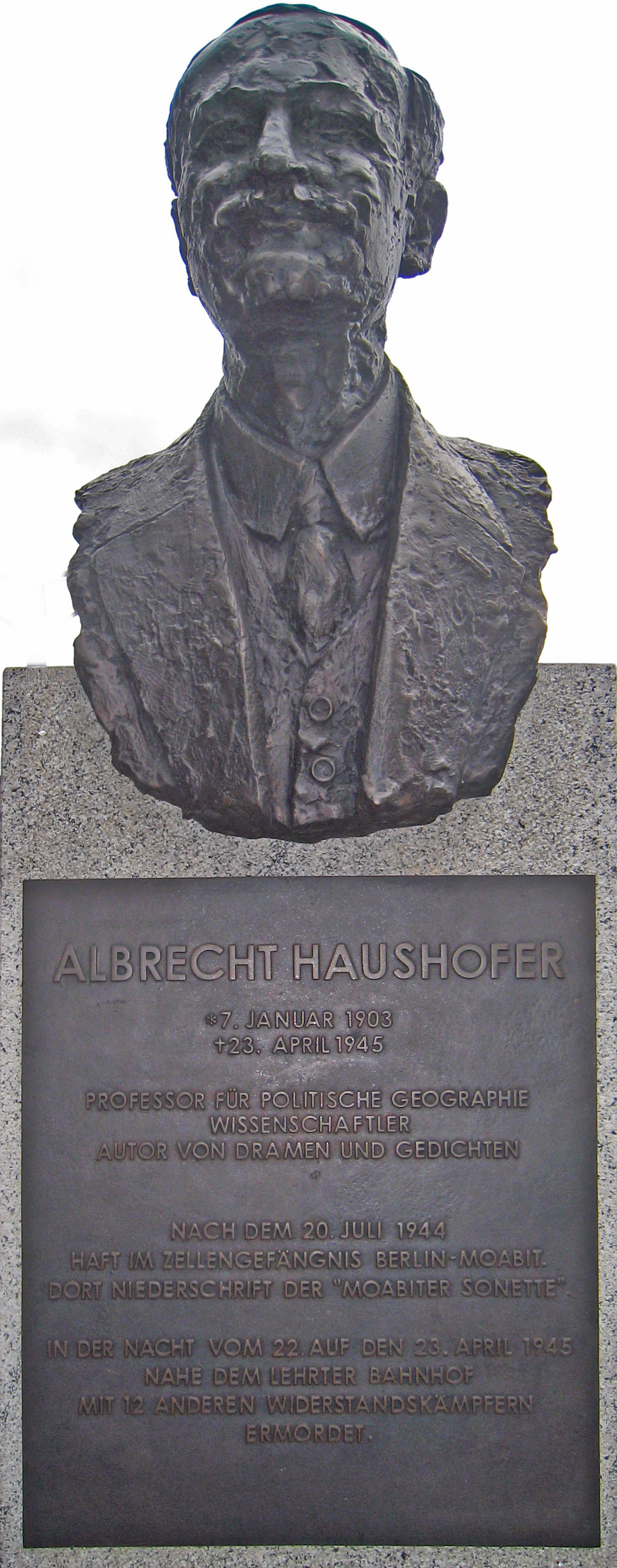
ベルリンにあるアルブレヒトの記念碑

1941年5月10日に教え子のヘスが、イギリスとの単独和平を目論みメッサーシュミット Bf110で渡英した際には、事前にヘスと会っていたことや長男で外交官だったアルブレヒトがイギリスにおける接触先としてハミルトン公ダグラス・ダグラス＝ハミルトンを紹介していたことが問題視された。そして同年独ソ戦が開始されたことから、地政学上の見地からソ連との関係強化を主張したハウスホーファーとヒトラーの関係は疎遠になる。
さらに息子アルブレヒトが1944年7月20日のヒトラー暗殺計画に関わっていたことでゲシュタポの監視下に入った。アルブレヒトは逃走していたが、同年12月に逮捕され、ベルリン陥落直前の1945年4月末に処刑された。ハウスホーファーは息子の死を大いに嘆いた。

### 死去

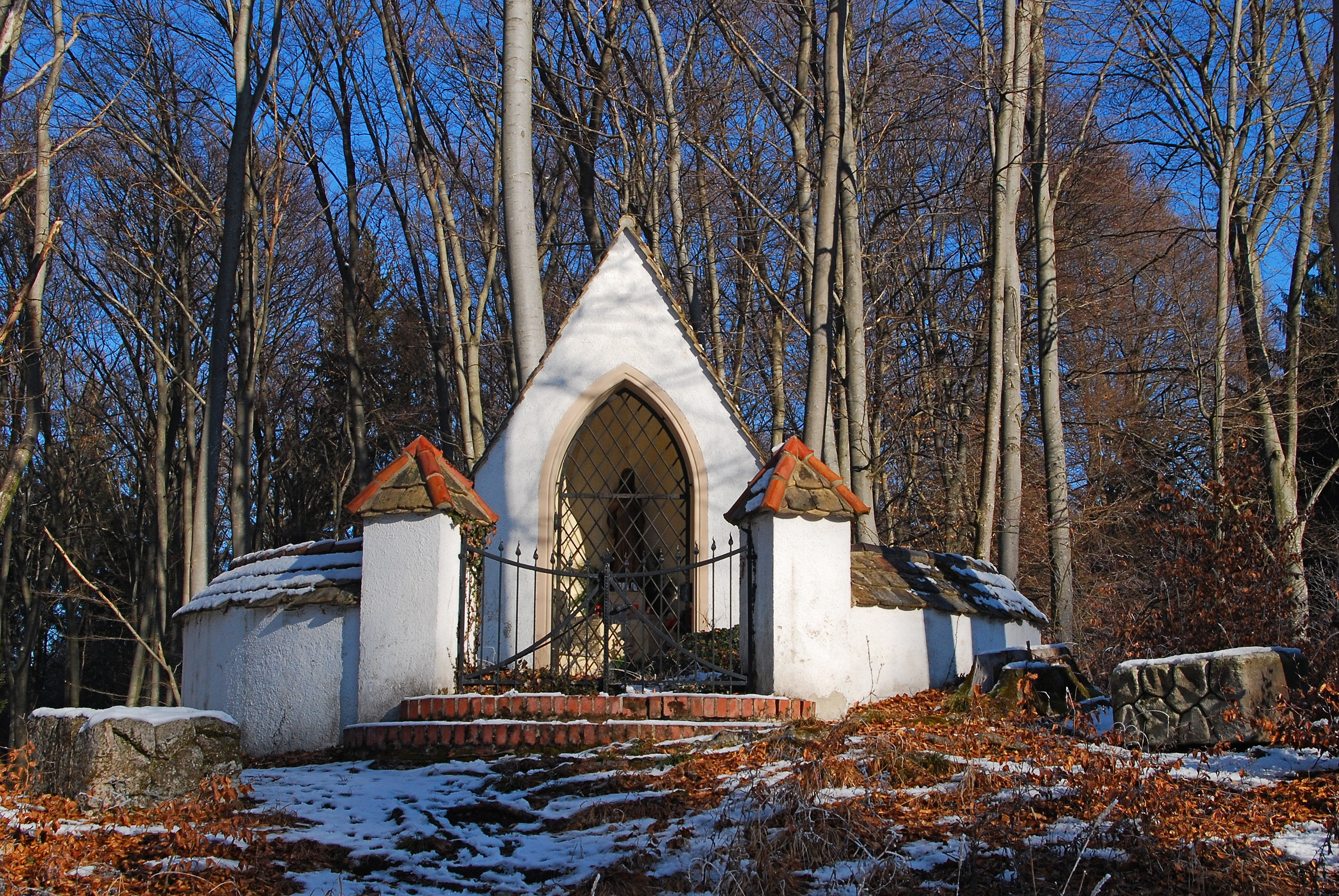
ハウスホーファーの墓

第二次世界大戦期を通じて連合国の間では、ハウスホーファーがヒトラーの侵略政策に大きな影響を与えたという見方が広まった。ドナルド・ノートン（Donald Hawley Norton）はこうした見方をされたハウスホーファーを「ヒトラーの悪魔的天才（Hitler's evil genius）」と評している。ドイツ敗戦後のニュルンベルク裁判でも重要戦争犯罪人としてハウスホーファーを裁く動きがあったが、高齢の上に病身であったこと、ヒトラーの政策への関与の立証が困難であったことなどから見送られた。ハウスホーファーは、自らの理論がナチス・ドイツに用いられたことについて「自分は学者であるよりもドイツ人であった」と述懐している。
1946年に妻とヒ素を飲み、連合軍占領下の故郷バイエルン州で服毒自殺した。

## 思想と影響
ハウスホーファーはランドパワーの大国であるソビエト連邦とドイツの同盟（独ソ同盟）の主唱者の一人である。グレゴール・シュトラッサーらナチス左派やエルンスト・ニーキッシュのようなナショナル・ボリシェヴィズムの哲学、一部のドイツ共産党幹部までに大きな影響を与えた。弟子のルドルフ・ヘスを介してアドルフ・ヒトラーに影響を与えたが、（妻がユダヤ人であることからも）熱心なナチスでは全くなく、後のソ連侵攻に対しては明確に失望している。近年ではウクライナ戦争の背景となったアレクサンドル・ドゥーギンのネオユーラシア主義にも影響を与えているとされる。
駐日武官としての経験は、ハウスフォーファーが地政学者となる契機となった。ハウスフォーファーはおおむね親日的な人物であった。日本については、主著『太平洋地政学』（Geopolitik des pazifischen Ozeans）のほか、主に日本の軍事力やアジアでの覇権、経済的発展などに関する多数の著作がある。ほか、明治天皇に関する著作（Mutsuhito, Kaiser von Japan 1933年など）もある。ハウスフォーファーはアジア太平洋地域における日本をヨーロッパにおけるドイツに準え、更に独ソ同盟に日本を加えることを提案していた。従って（満州以北への）北進や日中戦争に反対する南進論者として日本軍への工作活動を行ったが、これは失敗に終わった。
日本滞在中に日本語はもちろん、朝鮮語や中国語を修め、広くアジアを旅しヒンドゥー教や仏教の経典、またアーリア民族が多く住む北インドやイランにも詳しく、アジア神秘主義の権威でもあった。ヒトラー及びナチス党はハウスホーファーの理論に少なからぬ影響を受けた。
ハウスホーファーは、以下を主張した。
1. フリードリヒ・ラッツェル（Ratzel）の「レーベンスラウム」（生存圏）と国家拡大理論
2. ルドルフ・チェーレン（Kjellén）の「アウタルキー」（経済自足論）
3. ハルフォード・マッキンダー（Mackinder）のハートランド論による「ランドパワーとソフトパワーの対立」
4. パン・リージョン理論（統合地域）
5. 独ソ同盟（ソ連とのランドパワーによる世界支配）

ハウスホーファーは世界をいくつかのブロックにわけて、アメリカ、ソ連、日本、ドイツなどがそれぞれの地域で主要な地位を占め、秩序を維持すべきとした。勢力均衡（バランス・オブ・パワー）理論に基づいて世界視野での勢力均衡を確立することを提唱しているものといえるが、それらをとりまとめる国がドイツであるとした。

## 家族
祖父は画家で、プラハ美術アカデミー教授も務めたマックス・ハウスホーファー。父は経済学者のマックス・ハウスホーファー・ジュニア。
妻はマルタ、旧姓マイアー＝ドース（Mayer-Doss）は、父の代でユダヤ教からカトリックに改宗したタバコ製造業者の娘。マルタとの間に二子を儲ける。長男アルブレヒトは同じく地理学者で、混血ユダヤ人としては異例ながら父の教え子であるルドルフ・ヘスの推挙により大学教授となった。アルブレヒトは外交官も務めたが、後に混血ユダヤ人であることもあって反ナチス活動家となり、ヒトラー暗殺計画に参加したため処刑された。次男ハインツは農学者であった。
妻マルタの従兄弟に法学者のマックス・エルンスト・マイヤー（M・E・マイヤー）がいる。

## 栄典
- 日本・勲二等瑞宝章（1936年）

## 著作
日本語題は仮の直訳である。
- 『日本及び亜日本地域の地理的発展に於けるドイツの役割と戦争及び軍政によるその促進』（Der deutsche Anteil an der geographischen Erschließung Japans und des subjapanischen Erdraumes und deren Förderung durch Krieg und Wehrpolitik、1913年）
- 『大日本 日本の軍事力、世界に於ける地位、そして将来の考察』（Dai Nihon: Betrachtungen über Gross-Japans Wehrkraft, Weltstellung und Zukunft、1913年）
- 『大日本帝国の地理的発展』（Das Japanische Reich in seiner geographischen Entwicklung、1921年）
- 『日本及び日本人』（Japan und die Japaner、1923年）
- 『自決に向かう東南アジア』（Südostasiens Wiederaufstieg zur Selbstbestimmung、1923年）
- 『太平洋地政学 地理歴史相互関係の研究』（Geopolitik des Pazifischen Ozeans. Studie über die Wechselbeziehungen zwischen Geographie und Geschichte、1924年）
- 『地理的意義と政治的意義に於ける国境』（Grenzen in ihrer geographischen und politischen Bedeutung、1927年）
- 『地政学の諸構成要素』（Bausteine zur Geopolitik、1928年）
- 『明治時代より今日に至る日本のライヒ再生』（Japans Reichserneuerung von der Meiji-Ära bis heute、1930年）
- 『パン＝イデーンの地政学』（Geopolitik der Pan-ideen、1931年）
- 『大国の彼岸』（Jenseits der Großmächte、カール・ハウスホーファー編、1932年）
- 『世界に於ける国家社会主義の観念』（Der nationalsozialistische Gedanke in der Welt、1933年）
- 『世界大国及び帝国としての日本の発展』（Japans Werdegang als Weltmacht und Empire、1933年）
- 『睦仁 日本のカイザー』（Mutsuhito – Kaiser von Japan、1933年）
- 『今日の世界政治』（Weltpolitik von heute、1934年）
- 『空間を超える力』（Raumüberwindende Mächte、1934年）
- 『ナポレオン1世』（Napoleon I、1935年）
- 『キッチナー』（Kitchener、1935年）
- 『フォッシュ』（Foch、1935年）
- 『世界大戦前後の大国』（Die Großmächte vor und nach dem Weltkrieg、カール・ハウスホーファー、ルドルフ・チェーレン共著、カール・ハウスホーファー、フーゴー・ハッシンガー（ドイツ語版）、オットー・マウル（ドイツ語版）、エーリッヒ・オブスト（ドイツ語版）共編、1935年）
- 『世界大洋と世界大国』（Weltmeere und Weltmächte、1937年）
- 『発酵する世界 ドイツの地政学者による現代の報告』（Welt in Gärung. Zeitberichte deutsche Geopolitiker、カール・ハウスホーファー、グスタフ・フォクラー＝ハウケ（ドイツ語版）共編、1937年）
- 『インド太平洋地域に於けるドイツの文化政策』（Deutsche Kulturpolitik im indopazifischen Raum、1939年）
- 『地政学の基礎』（Geopolitische Grundlagen、1939年）
- 『日本はライヒを築く』（Japan baut sein Reich、1941年）
- 『ドイツ民族の発展 多様な部族からナツィオンの統一へ』（Das Werden des deutschen Volkes. Von d. Vielfalt der Stämme zur Einheit der Nation、1941年）
- 『大陸ブロック ミッテルオイローパ・ユーラシア・日本』（Der Kontinentalblock. Mitteleuropa, Eurasien, Japan、1941年）
- 『国防地政学 国防学の地理学的基礎』（Wehr-Geopolitik: Geographische Grundlagen der Wehrkunde、1941年）
- 『ライヒ 西洋に於ける大ドイツの発展』（Das Reich. Großdeutsches Werden im Abendland、1943年）

### 邦訳
- カルル・ハウスホーファー著、日本青年外交協会研究部（服田彰三）訳『太平洋地政学 地理歴史相互関係の研究』（日本青年外交協会、1940年／リプリント、大空社《アジア学叢書 第132巻》、2005年） - Geopolitik des Pazifischen Ozeans全訳
- ハウスホーファー、マウル（ドイツ語版）他著、玉城肇訳『地政治学の基礎理論』（科学主義工業社、1941年） - Bausteine zur Geopolitik抄訳など
- カール・ハウスホーファー著、土方定一、坂本徳松訳『地政治学入門』（育成社〈新世代叢書 第12巻〉、1941年） - Bausteine zur Geopolitik抄訳
- カール・ハウスホーファー 著、石島栄、木村太郎 訳「東亜建設の理念」『大東亜地政治学』投資経済社出版部、1941年。
- ハウスホーフアー著、太平洋協会編訳『太平洋地政学』（岩波書店、1942年） - Geopolitik des Pazifischen Ozeans全訳
- ハウス・ホーファー教授著、若井林一訳『大日本』（洛陽書院、1942年） - Dai Nihon: Betrachtungen über Gross-Japans Wehrkraft, Weltstellung und Zukunft全訳
- ハウス・ホーファー教授著、若井林一訳『生命圏と世界観』（博文館、1942年） - Raumüberwindende Mächte全訳
- ハウスホーファー著、佐々木能理男訳『日本』（第一書房、1943年） - Japans Reichserneuerung von der Meiji-Ära bis heute抄訳
- カール・ハウスホーファー著、窪井義道訳『大陸政治と海洋政治』（大鵬社、1943年） - Weltmeere und Weltmächte抄訳
- カール・ハウスホーファー著、梅沢新二訳『日本の国家建説』（竜吟社、1943年） - Japan baut sein Reich全訳

## ハウスホーファーが登場するフィクション
- 劇場版 鋼の錬金術師 シャンバラを征く者 - 2005年公開のアニメ映画。トゥーレ協会の会長デートリンデ・エッカルト（ディートリヒ・エッカートをモデルとして創作された女性キャラクター）の片腕的存在として登場し、同協会を率いる。担当声優は津嘉山正種[8]。